# Keiji Uematsu

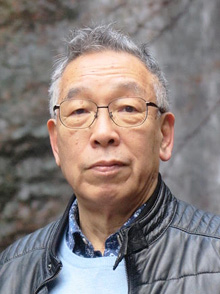
Keiji Uematsu, 2021

Keiji Uematsu (japanisch 植松 奎二 Uematsu Keiji; * 26. März 1947 in Kobe, Japan) ist ein japanischer Bildhauer, Zeichner und Fotograf. Er lebt und arbeitet in Deutschland und Japan. Mit seinem Umzug nach Düsseldorf 1975 und dem Aufenthalt in Europa und den USA erhielten seine Arbeiten westliche Einflüsse. Daraus entwickelte er die Vereinigung von Zeitgenössischer Kunst mit Zen-Elementen, die seine Fotografien, Grafiken und Skulpturen prägen. Sein bekanntestes Werk ist die Konzeptinstallation Cutting Axis – Latitude – Longitude, für die er 2013 ausgezeichnet wurde.

## Leben

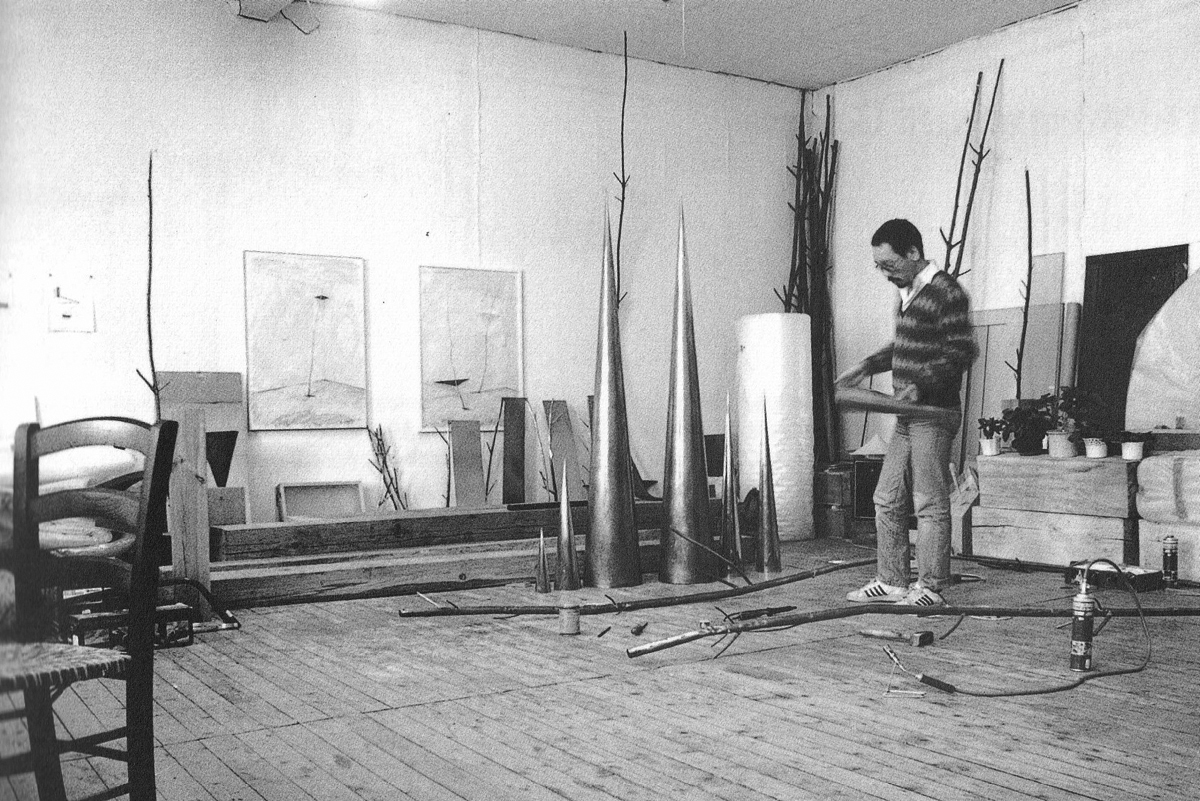
Keiji Uematsu arbeitet im Studio Düsseldorf an einer Rauminstallation. (1991)

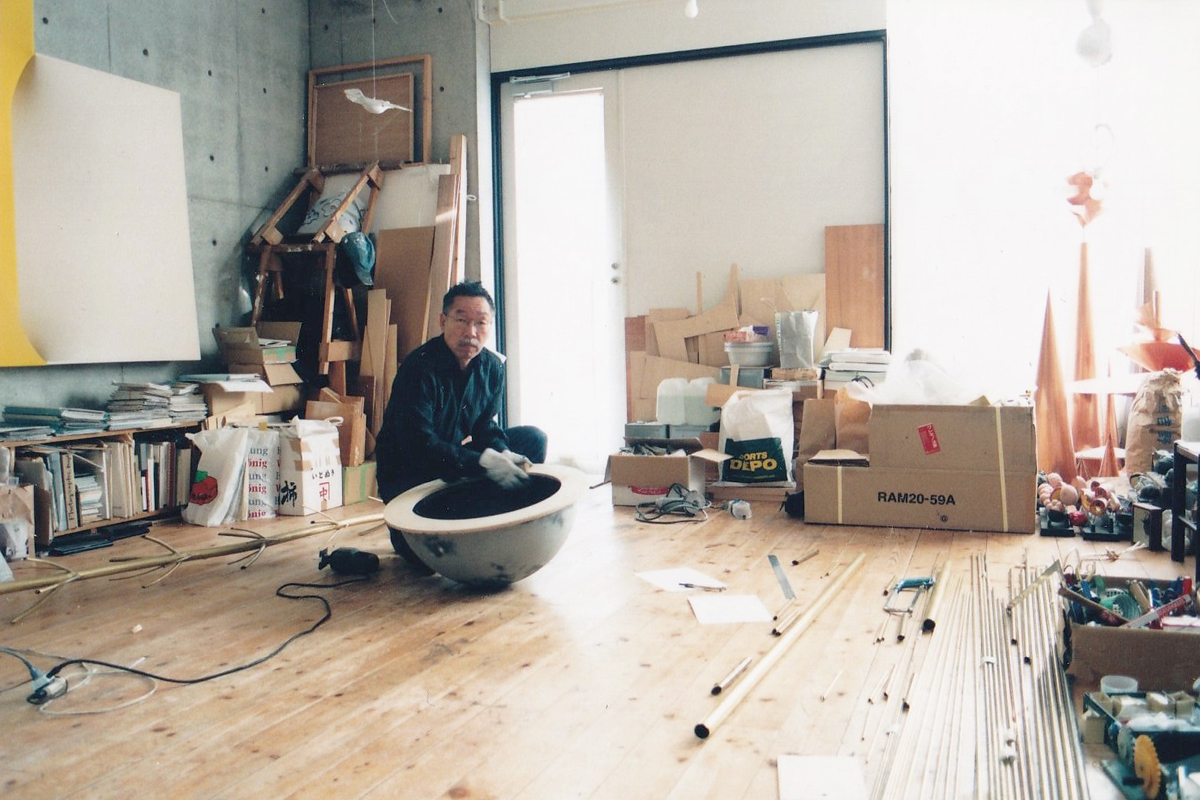
Keiji Uematsu in seinem Atelier in Mino / Osaka, Japan (2006)

Schon früh interessierte sich Uematsu für alles, was mit Natur und Technik zu tun hatte. Er liebte es, zu zeichnen und bastelte Modelle aus allen möglichen Materialien. Seine Inspiration dafür fand er in einem Wissenschaftsmagazin für Kinder. Wann immer es möglich war, besuchte er naturwissenschaftliche oder technische Museen. Das brachte ihn auf die Idee, die Wunder der Erde und des Weltalls als eine Art Mechanismus zu sehen, dessen Zusammenhänge es noch zu entdecken galt. Dies prägte später auch seine künstlerischen Arbeiten.
Sein Vater, ein Illustrator und Plattenstecher in einer Druckerei, verbot ihm, die Kunsthochschule zu besuchen und bestand darauf, dass er etwas vernünftiges lerne. Für ein Architekturstudium war sein Notendurchschnitt zu schlecht. Keiji Uematsu fand jedoch heraus, dass es an der Fakultät für Erziehungswissenschaften der staatlichen Universität Kobe eine Kunstabteilung gab und meldete sich dort an. 1969 machte er seinen Abschluss und wurde Lehrer an einer öffentlichen Schule für Kunsthandwerk und Gestaltung.
Bekannt wurde Keiji Uematsu 1969 mit seinem Kunstwerk Transparence – Iron, dass er auf der 1. Contemporary International Sculpture Exhibition auf dem Gelände des Hakone Open Air Museums in Kanagawa präsentierte. Im selben Jahr veranstaltete er seine erste Einzelausstellung in der Galerie 16 in Kyoto mit Tranceparence – H2O. 1972 folgte eine weitere Präsentation auf der Biennale in Kyoto. Die Werke entstanden, während er an der öffentlichen Grundschule und technischen Oberschule unterrichtete.
Der Weg nach Europa eröffnete sich 1974, als er von der Städtischen Kunsthalle Düsseldorf für die Ausstellung Japan: Tradition und Gegenwart angefragt wurde und er daran teilnahm. Im September 1975 zog er nach Düsseldorf und engagierte sich dort in der Avantgardekunstszene. Durch die Begegnung und Zusammenarbeit mit internationalen Künstlern kamen in dieser Zeit auch viele westeuropäische und nordamerikanische Einflüsse in sein künstlerisches Schaffen. Daraus entwickelte er einen Stil aus moderner westlicher Konzeptkunst mit Zenelementen. Für seine Skulpturen verwendet er Materialien wie Metalle, Stein, Holz, Glas und Wasser und Licht und kombiniert sie in geometrischen Formen zu fantastischen Objekten. Eine weitere Form seines Ausdrucks zeigt sich in seinen Bildern, Fotoserien und Filmprojekten, die einen Großteil seiner Werke ausmachen.
Die erste Einzelausstellung in Europa fand 1976–1977 in Stockholm statt. Daraufhin folgten viele weitere Ausstellungen in Galerien und Museen in Europa und Amerika, wo er seine Fotografien, Zeichnungen und Skulpturen zeigte. Sein Heimatland hat er dabei nie vergessen und reiste mehrmals jährlich zwischen Japan und Europa hin und her. Ab 1986 baute Keiji Uematsu viele Freilichtskulpturen, die heute noch Gärten, Plätze und Parks in Europa, Japan und Korea zieren.
Im März 1986 gründete er in Kobe eine weitere Basis für sein künstlerisches Schaffen. Das ersparte ihm die langen Flüge; und zwischen den Vernissagen konnte er sich seiner Kunst und seinen Angehörigen widmen. Durch Preise und Auszeichnungen, die er in Europa und Amerika gewann, wurden die großen asiatischen Kunstgalerien und Museen auf ihn aufmerksam und bekam er mehr Arrangements. Bei dem schweren Erdbeben von Kobe im Jahr 1995 wurde sein Atelier zerstört. Es folgte ein Umzug nach Mino in der Präfektur Osaka. Von Deutschland kam er aber nie weg und behielt sein Atelier in Düsseldorf. Er lebt und arbeitet seitdem in beiden Ländern.
Keiji Uematsu erhielt für seine Kunstwerke zahlreiche Auszeichnungen. 1988 wurde er auf der 43. Biennale in Venedig zum repräsentativen Künstler Japans gewählt. Mit seiner Installation Cutting-Axis Longitude-Latitude gewann er 2013 den Teijiro Nakahara Award, welcher als der renommierteste Skulpturenpreis Japans gilt.
Der Künstler ist immer noch aktiv und nimmt mit seinen Fotografien, Skulpturen und Grafiken an Ausstellungen auf der ganzen Welt teil. In vielen Städten und Kunstmuseen sind Werke von ihm zu sehen.

## Arbeiten (Auswahl)

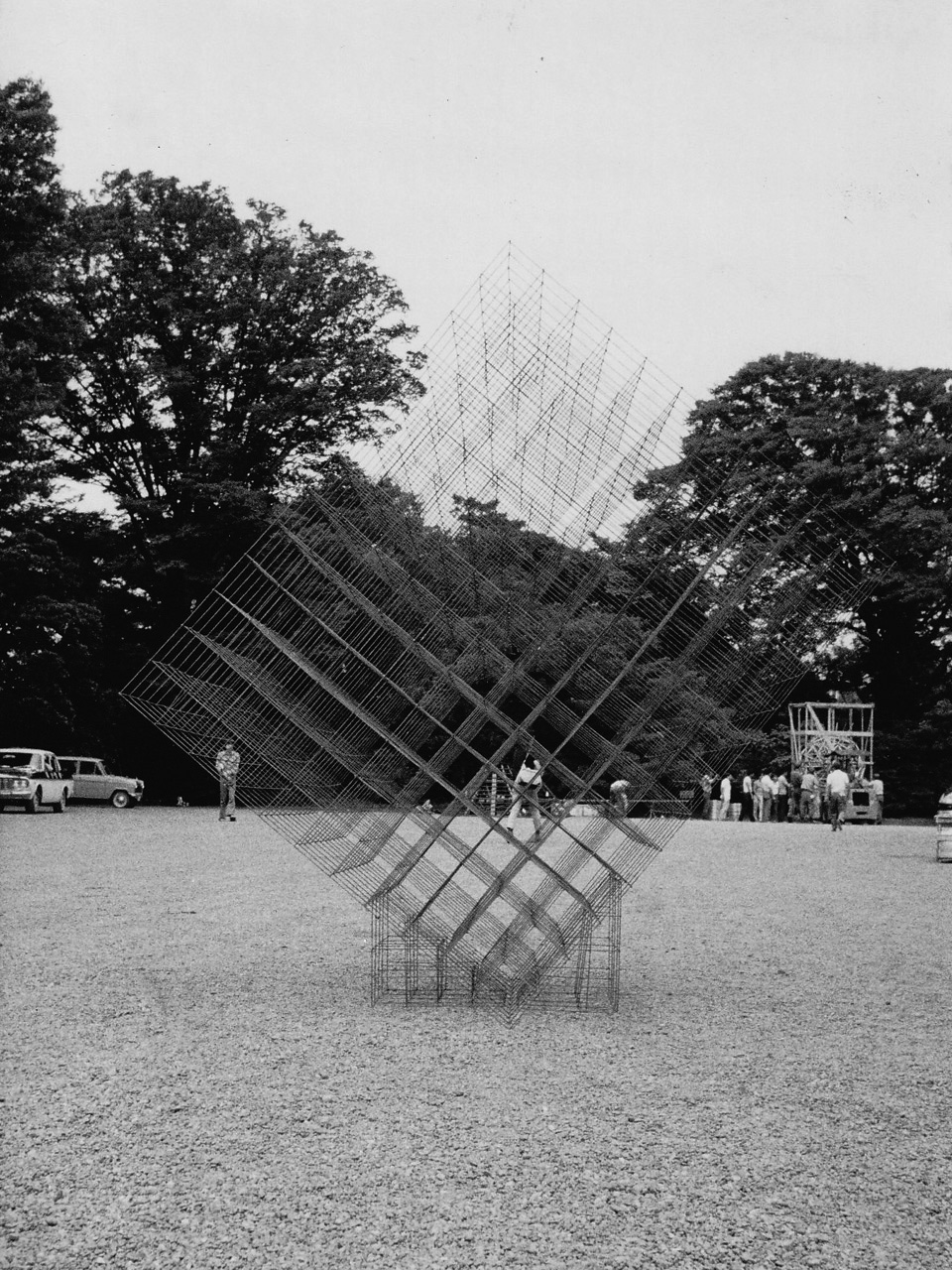
Transparence – Iron (1969), Hakone Open Air Museums in Kanagawa, Japan
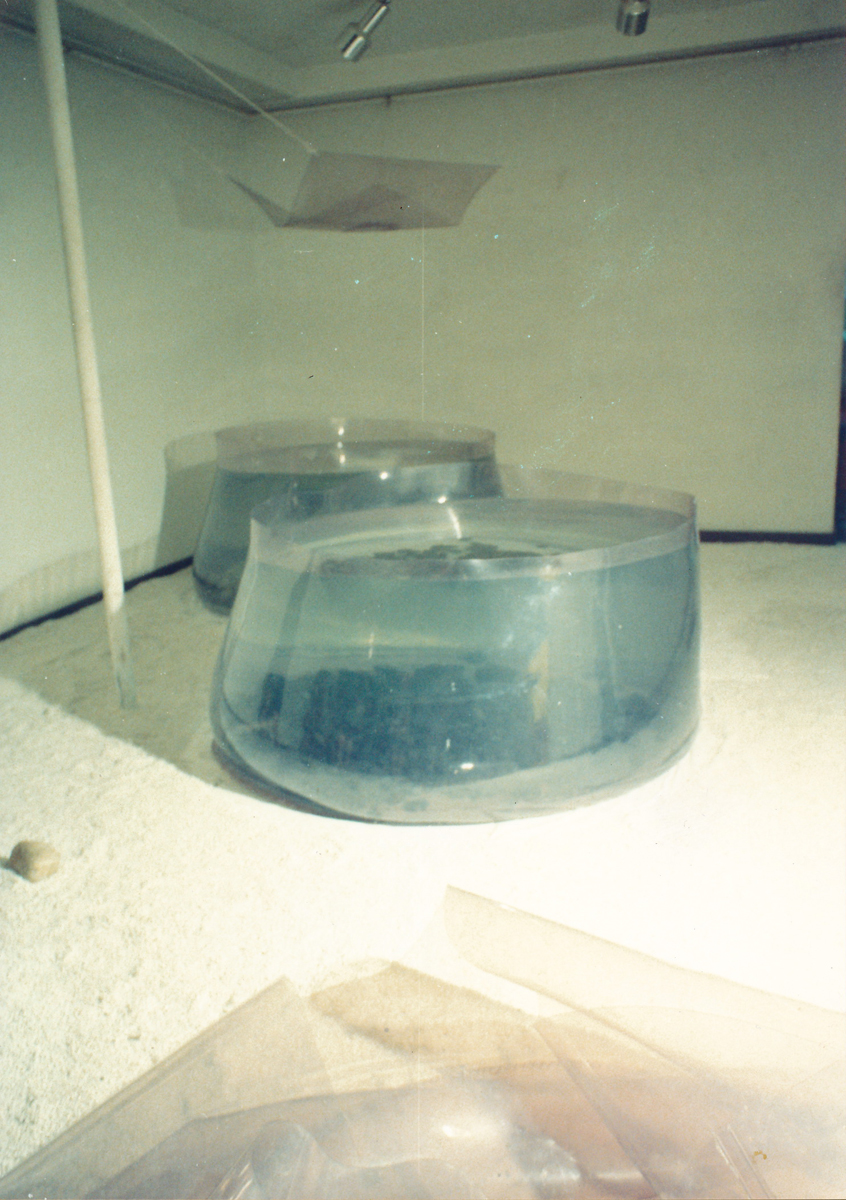
Transparence – H2O (1969), Gallery 16, Kyoto, Japan
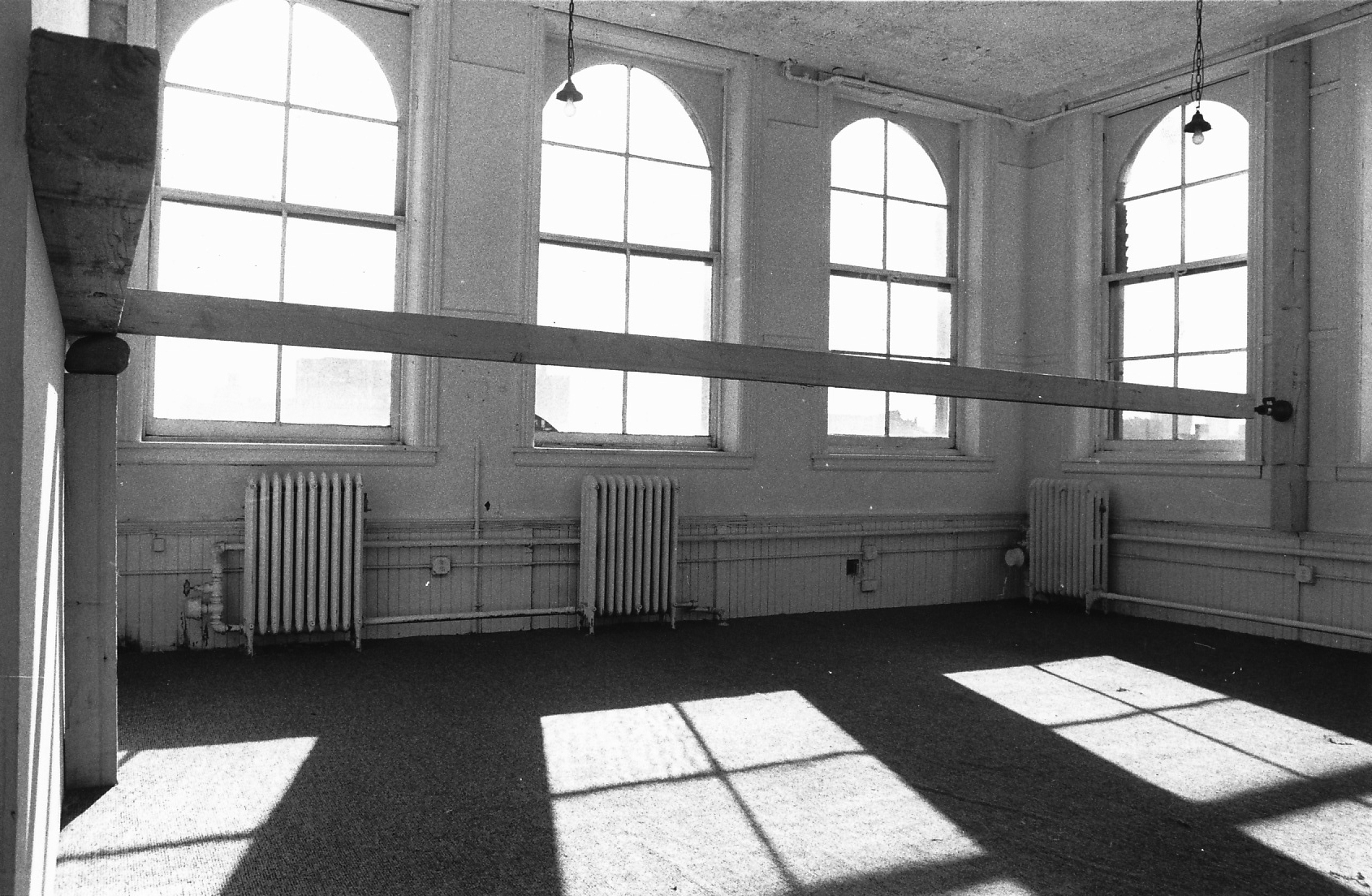
Axis – Latitude – Longitude I (1980)
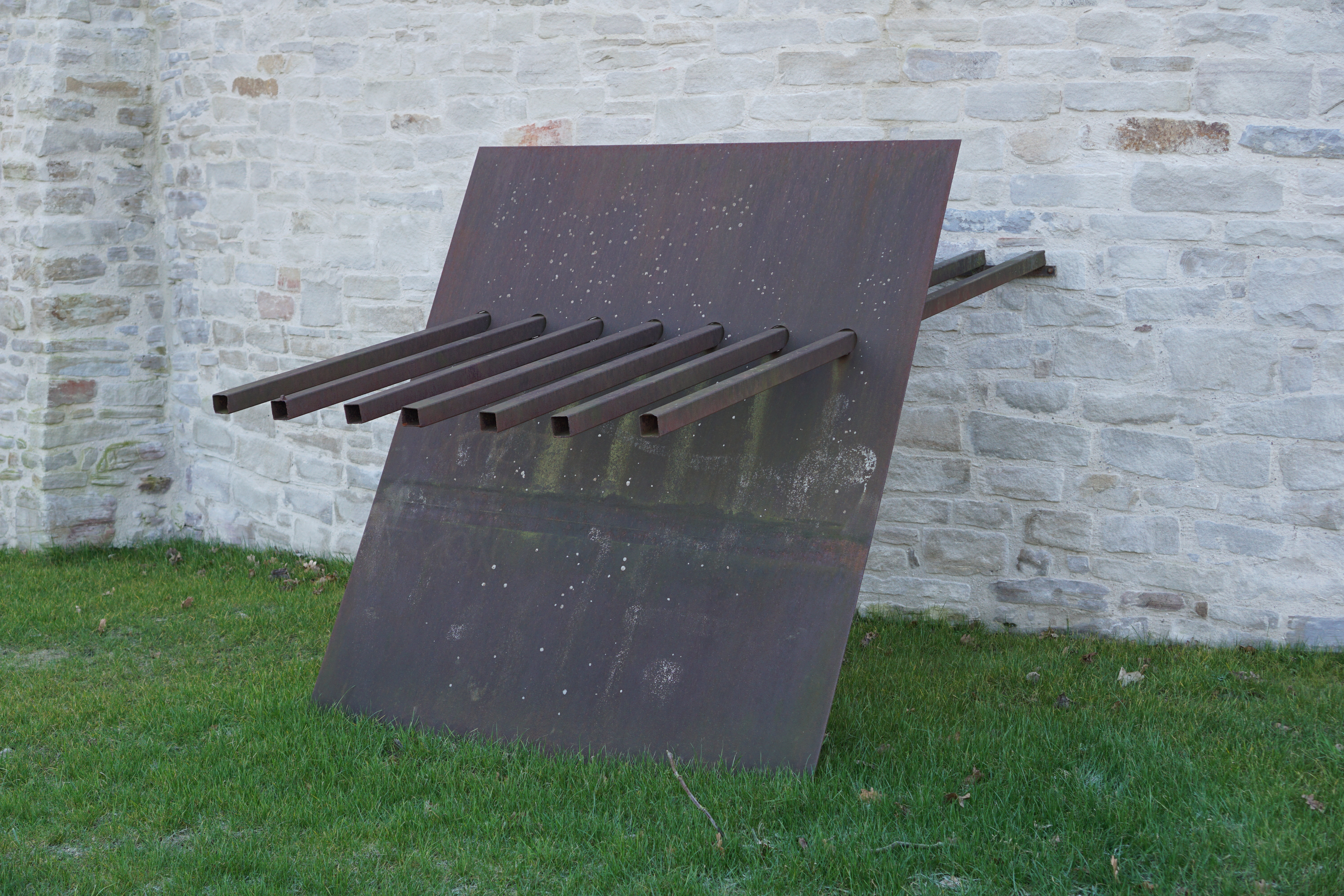
Rammbock (1982), Skulpturenpark am Schloss Broich, Mülheim an der Ruhr, Deutschland
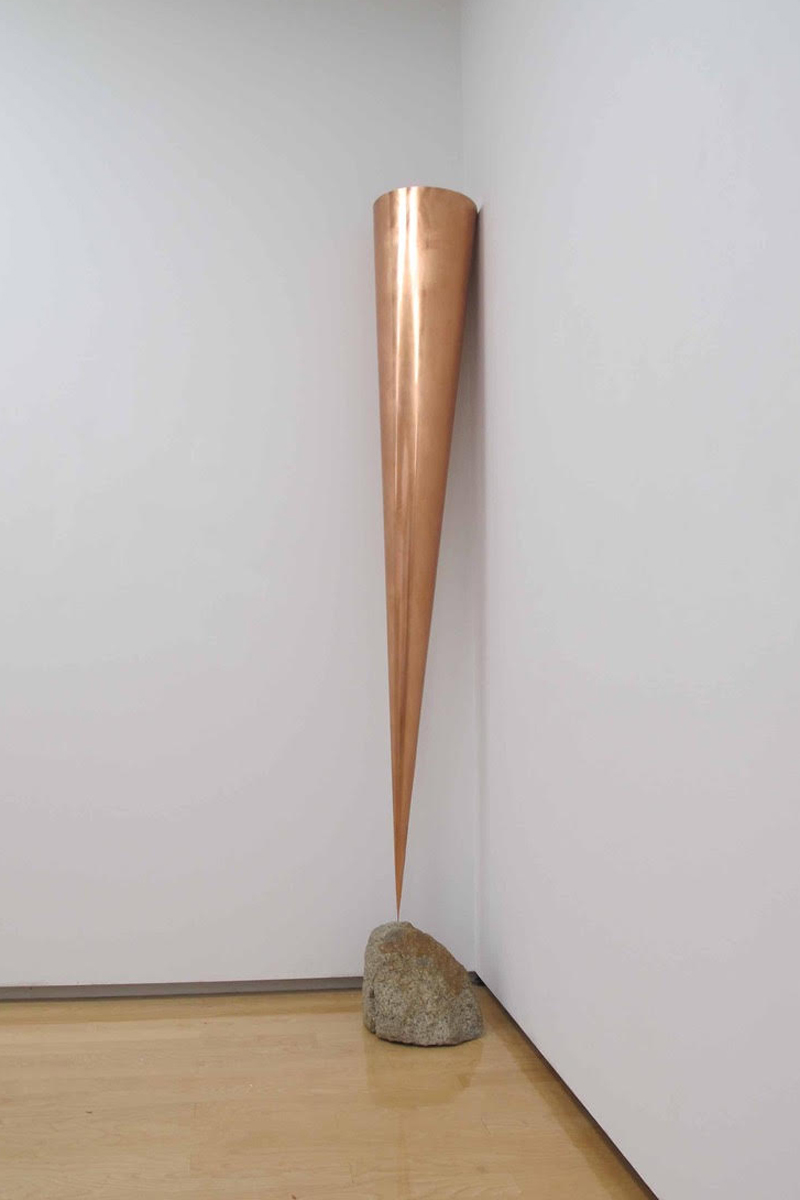
Eckstück I – Inversion Vertical Space (1988)
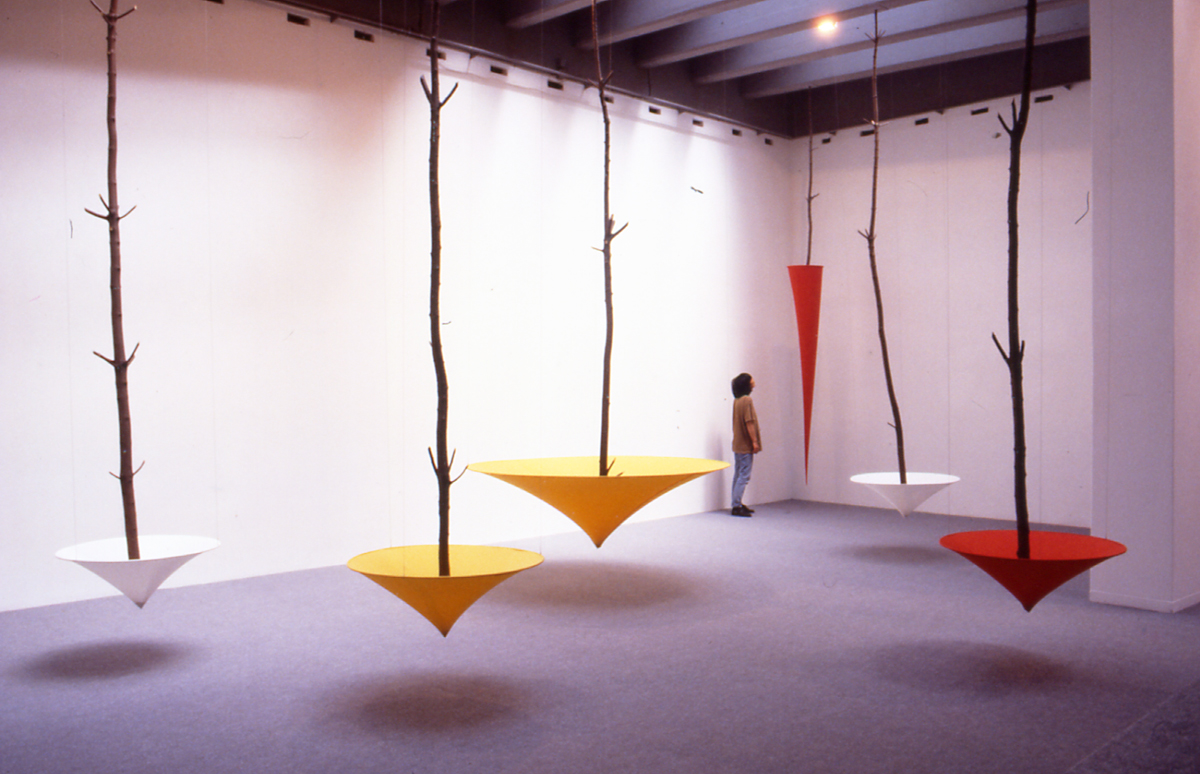
Inversion – Vertical Space (1988), Japanischer Pavillon auf der Biennale in Venedig, Italien
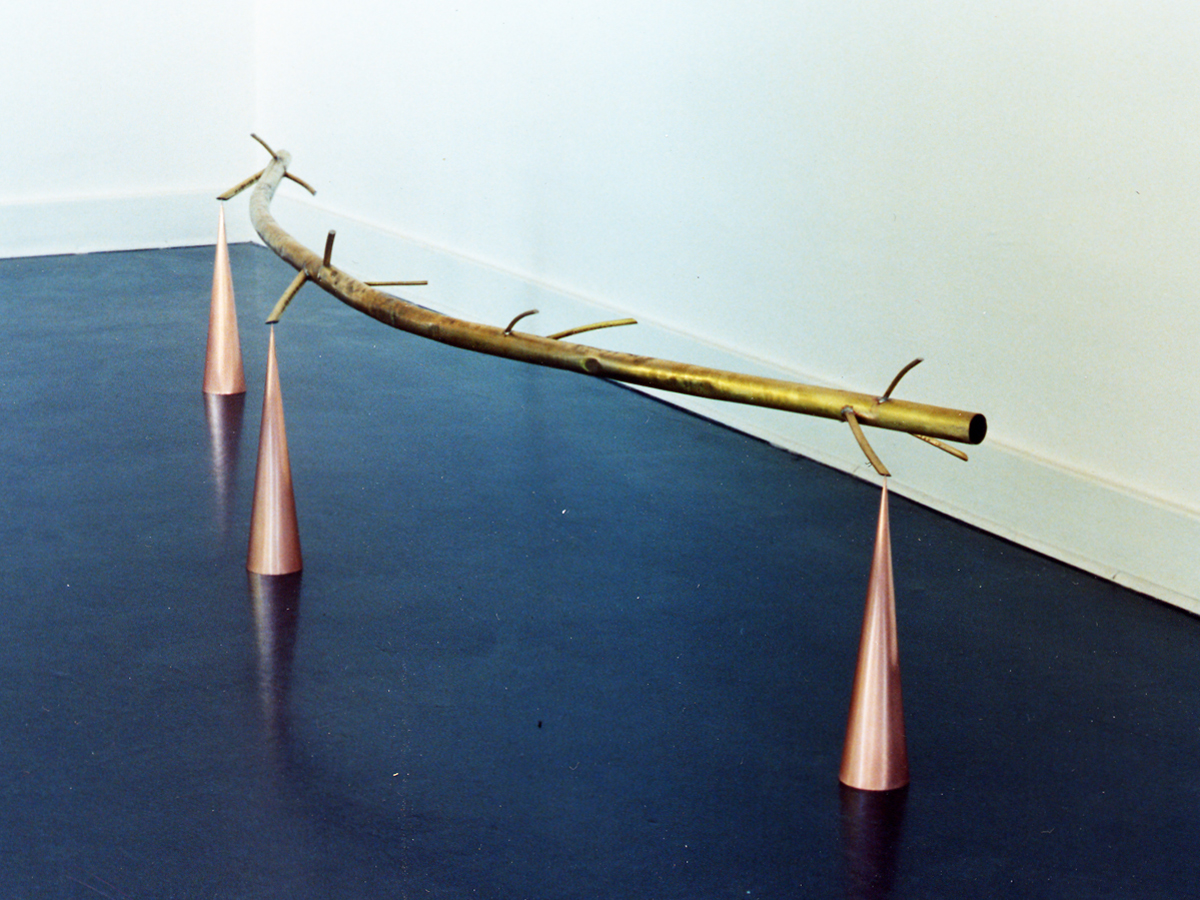
Situation - Floating space (1989), Otani Memorial Art Museum, Nishinomiya, Japan
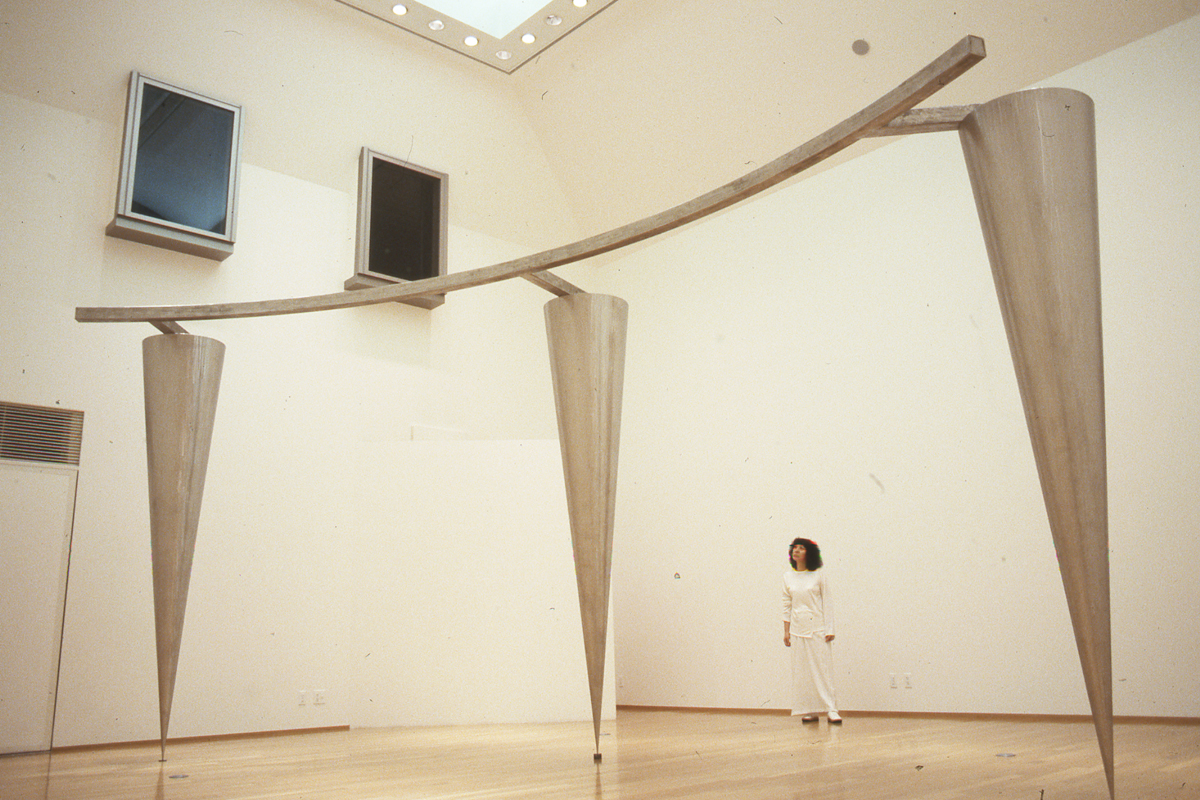
Axis Longitude – Latitude (1999), Gallery Kuranuki, Osaka, Japan
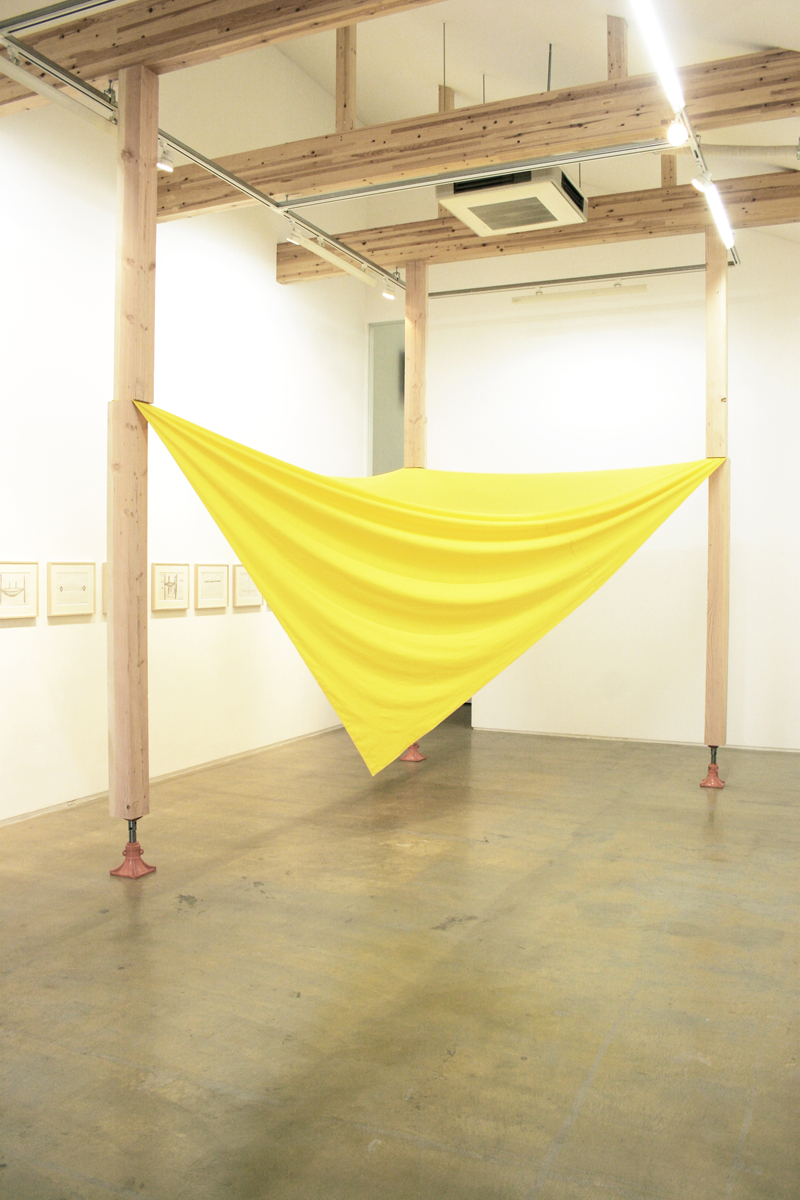
Cutting Axis – Latitude – Longitude (2012) im Nomart Project Space, Osaka, Japan
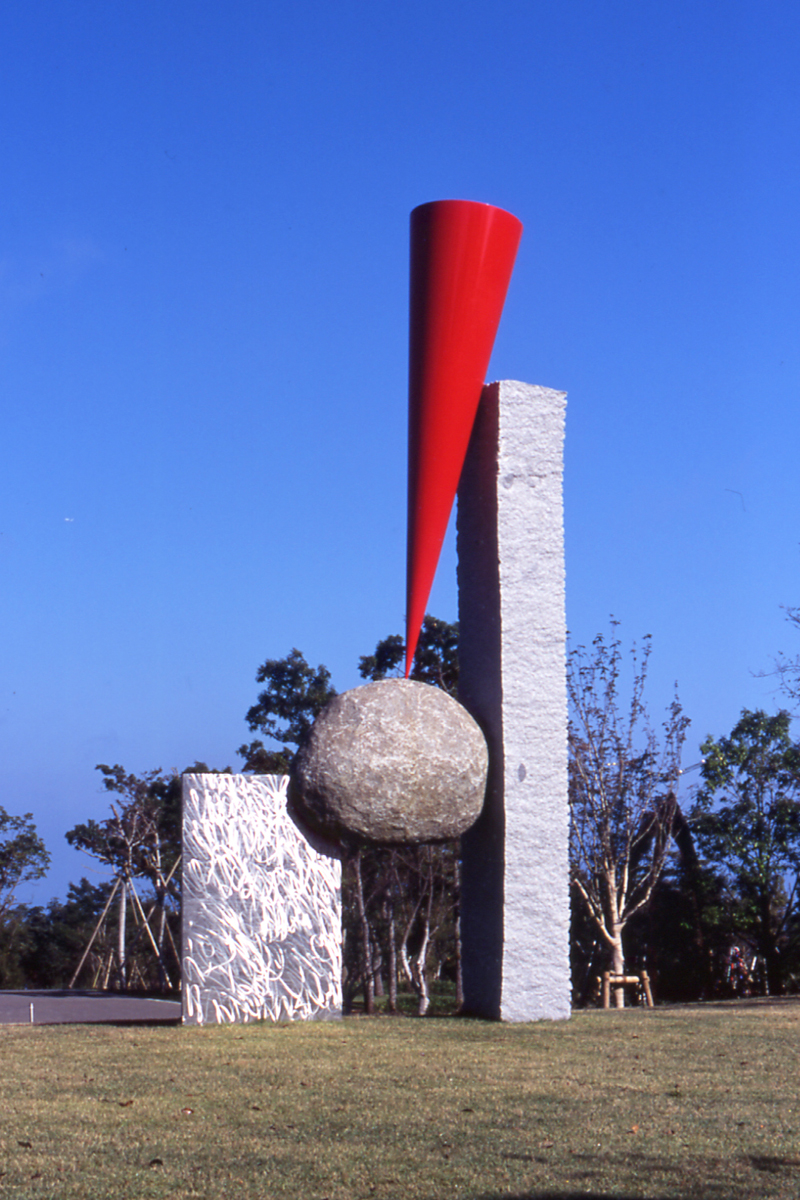
Floating Form – Red (2000) Kirishima, Japan
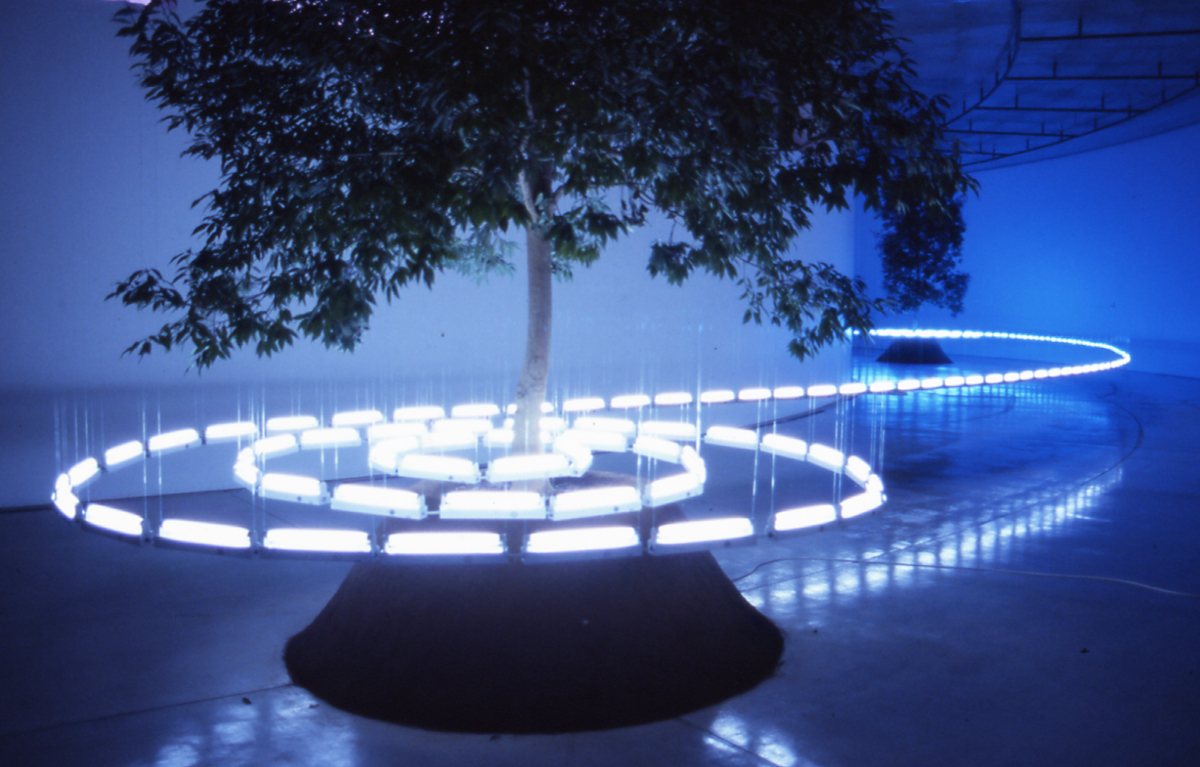
Touch of Spiral – With a Tree (2003)
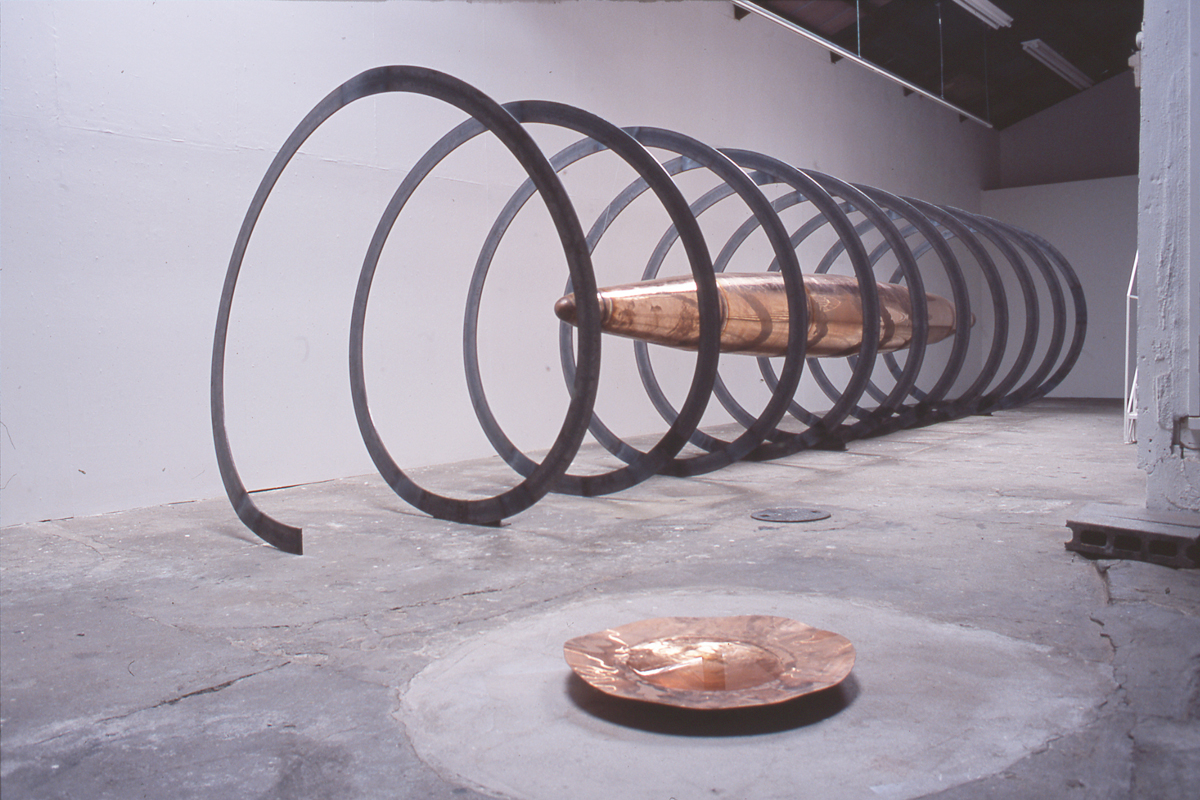
Touch of Spiral – 800 cm (2007) Sunco Collection
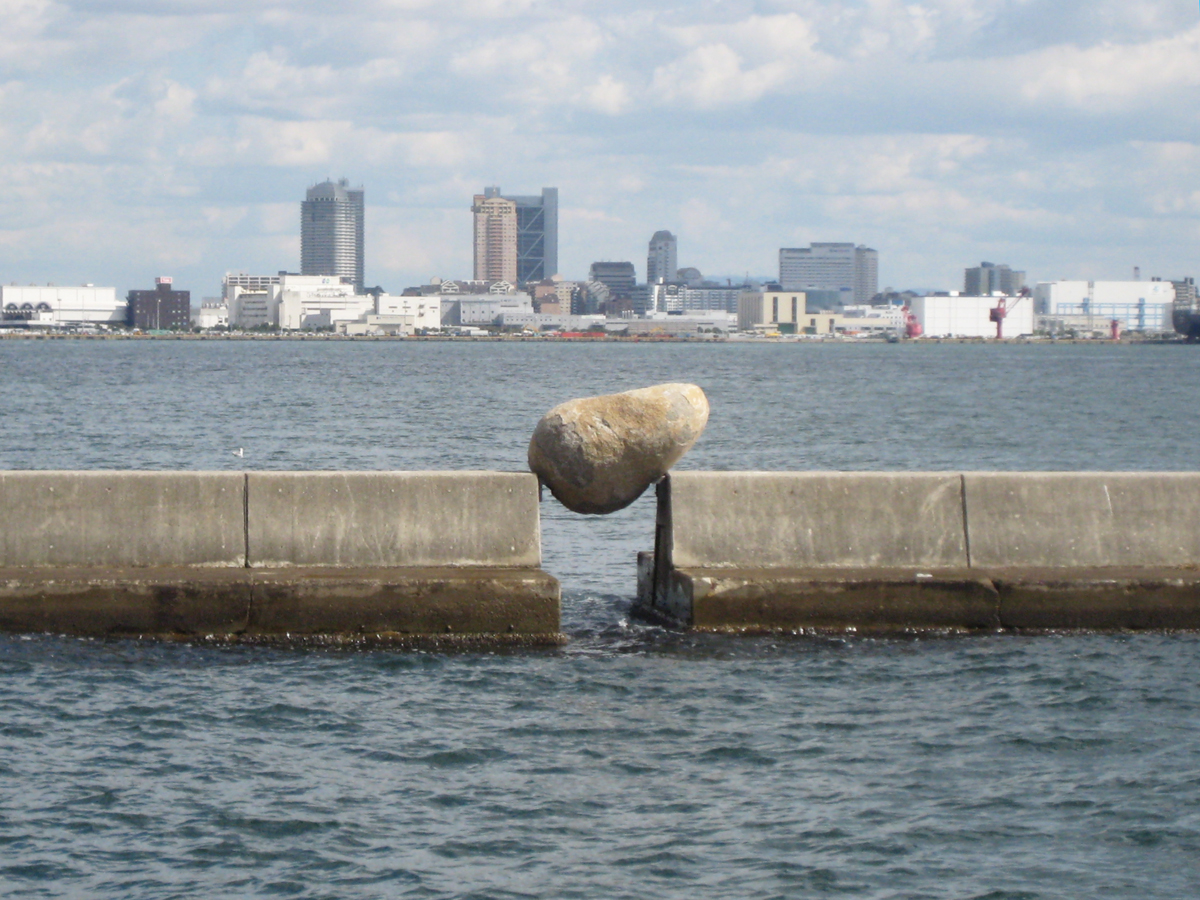
Zwischenform II (2009) Hafen Kobe, Japan
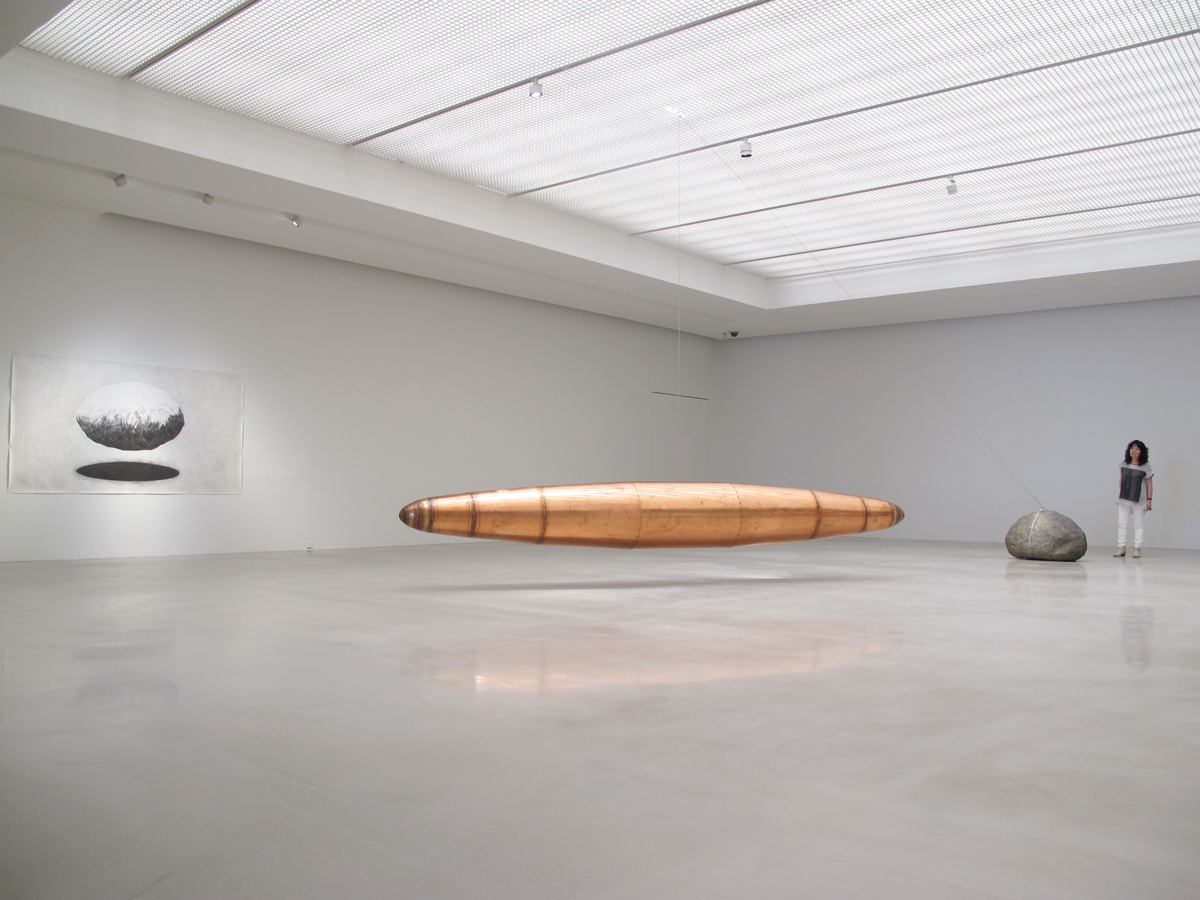
Floating Form – Invisible Axis (2015) Arario Gallery, Seol, Korea
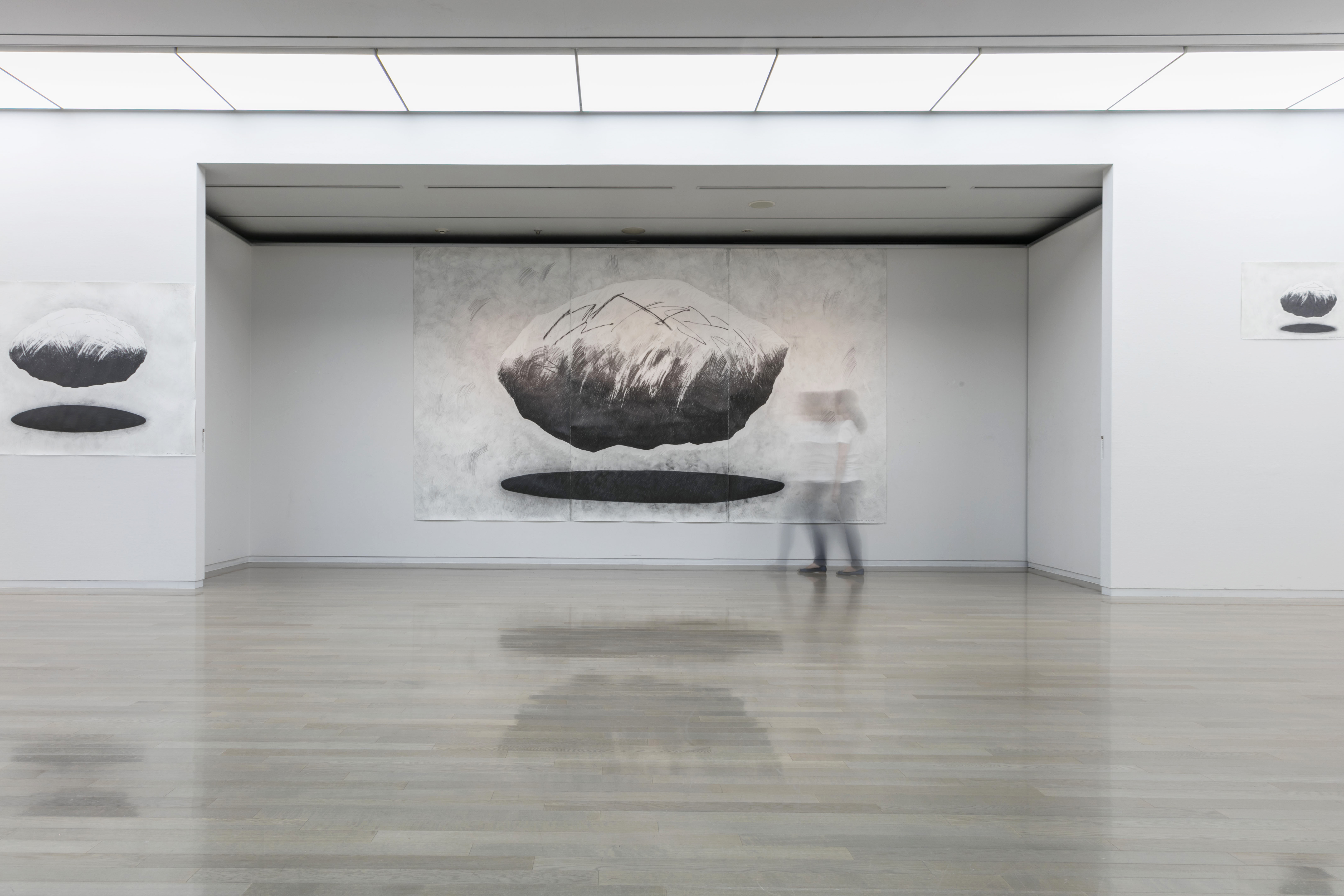
Floating Stone (2017) BB Plaza Museum of Art, Kobe, Japan
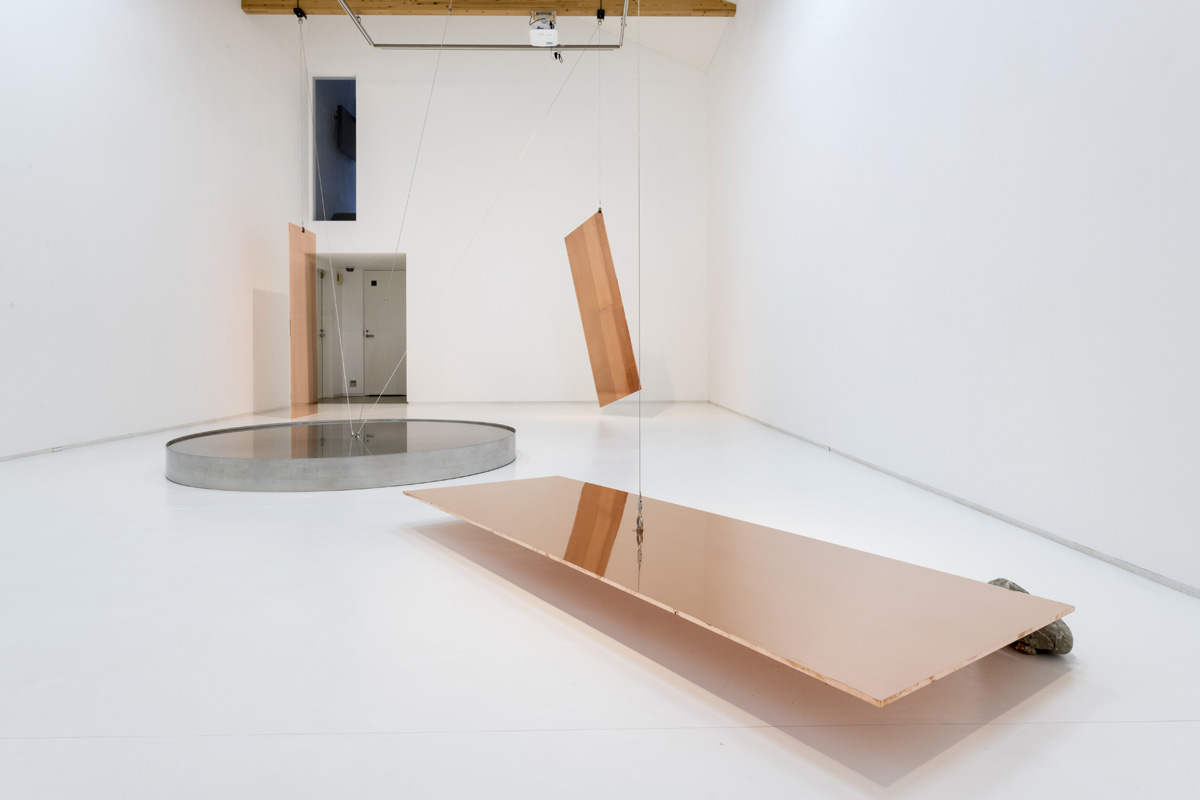
Invisible Axis – Horizontal – Vertical – Inclination (2019) Nomart Project Space, Osaka, Japan
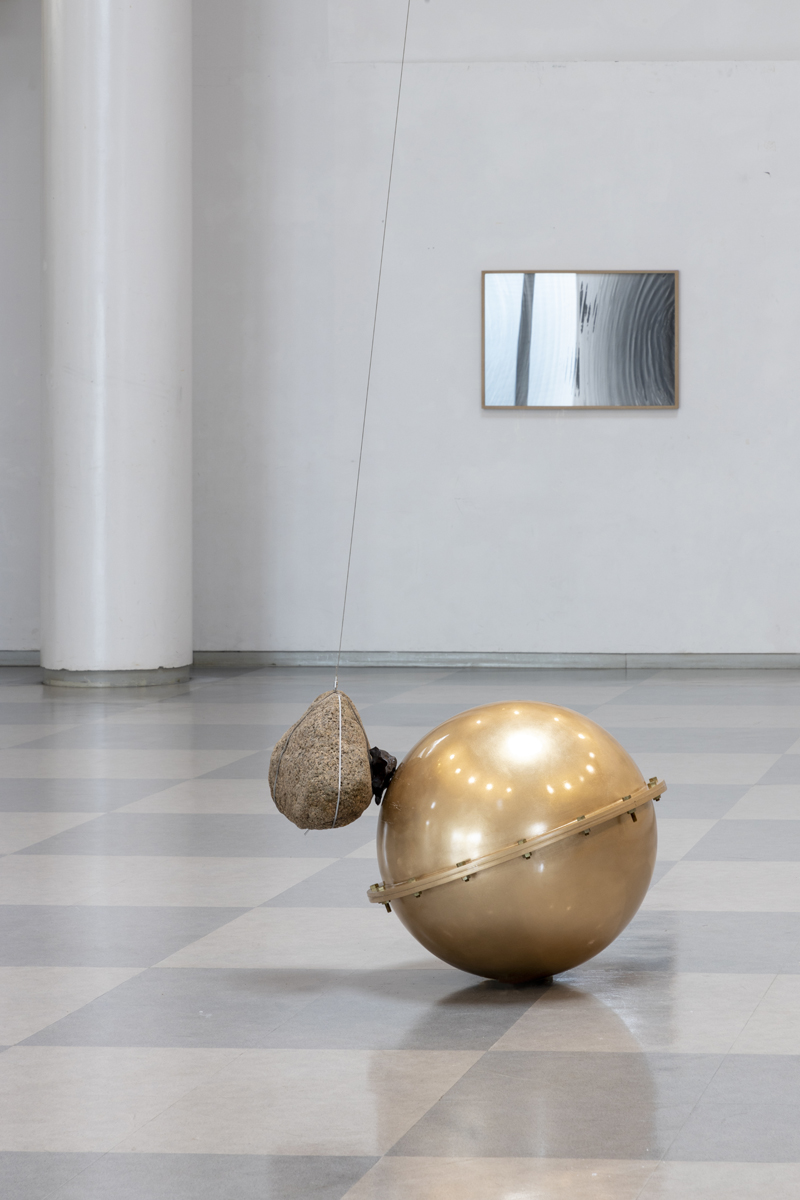
In Between Friction – Gift from Cosmos (2021) Ashiya City Museum of Art and History, Japan
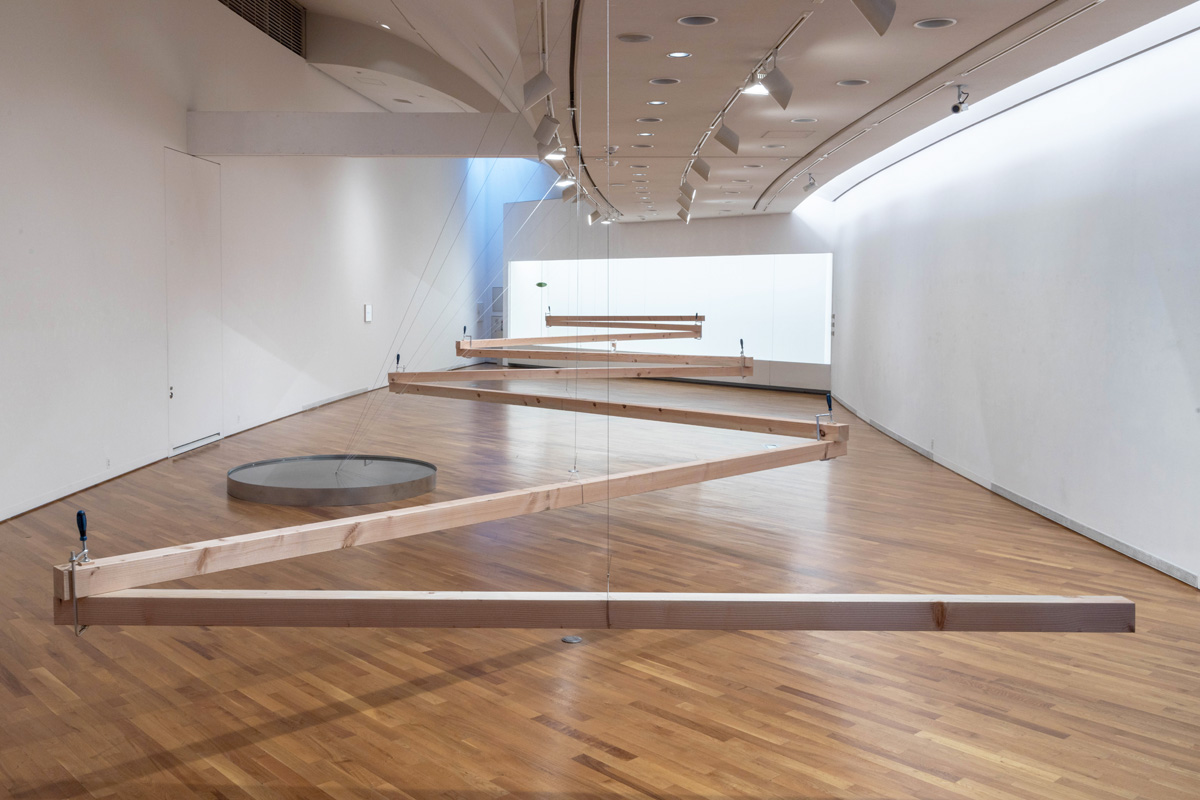
Invisible Force – Axis – Longitude – Latitude (2021) Ashiya City Museum of Art and History, Japan
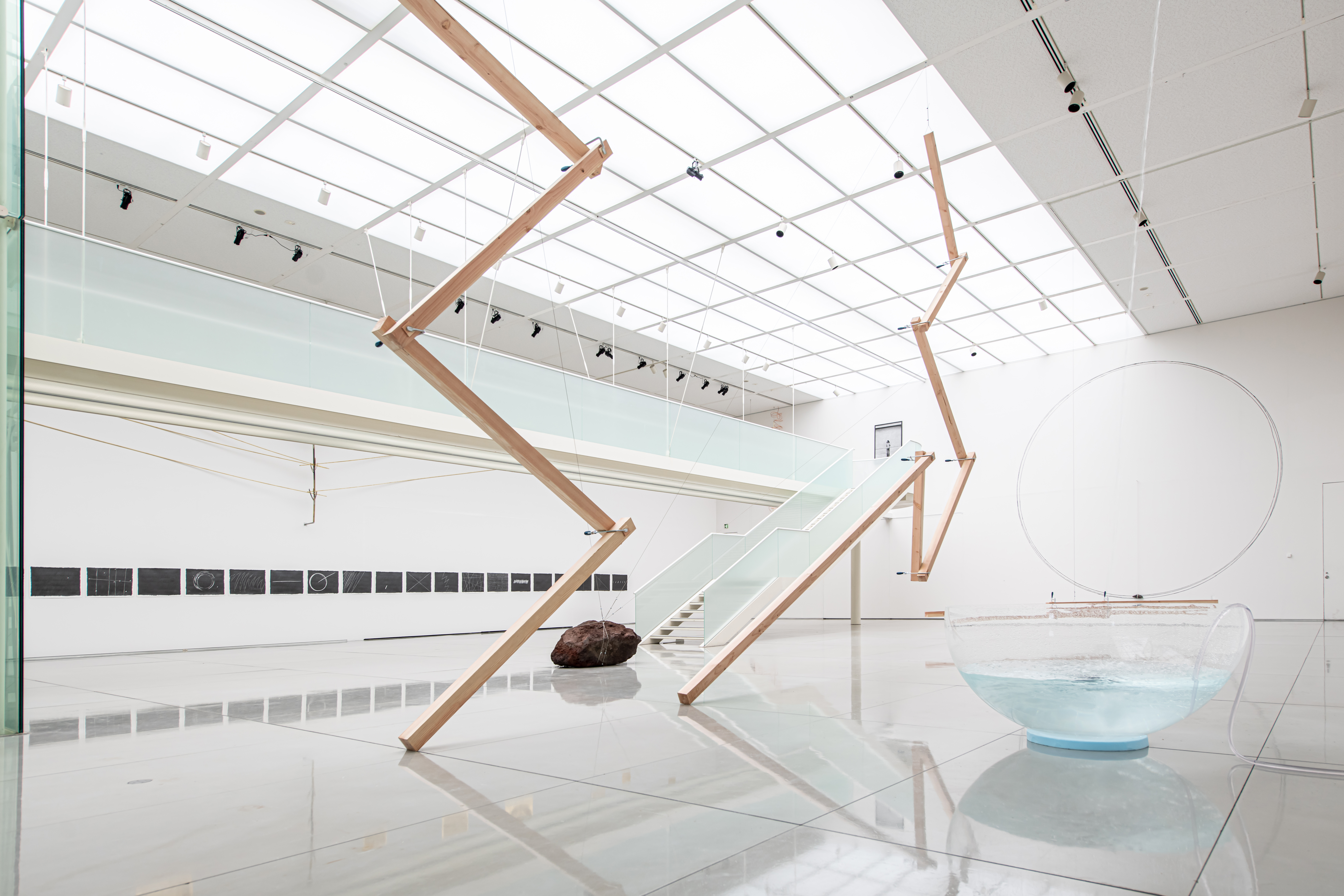
Invisible Force – Between Heaven and Earth (2022) Kirishima Open Air Museum, Japan
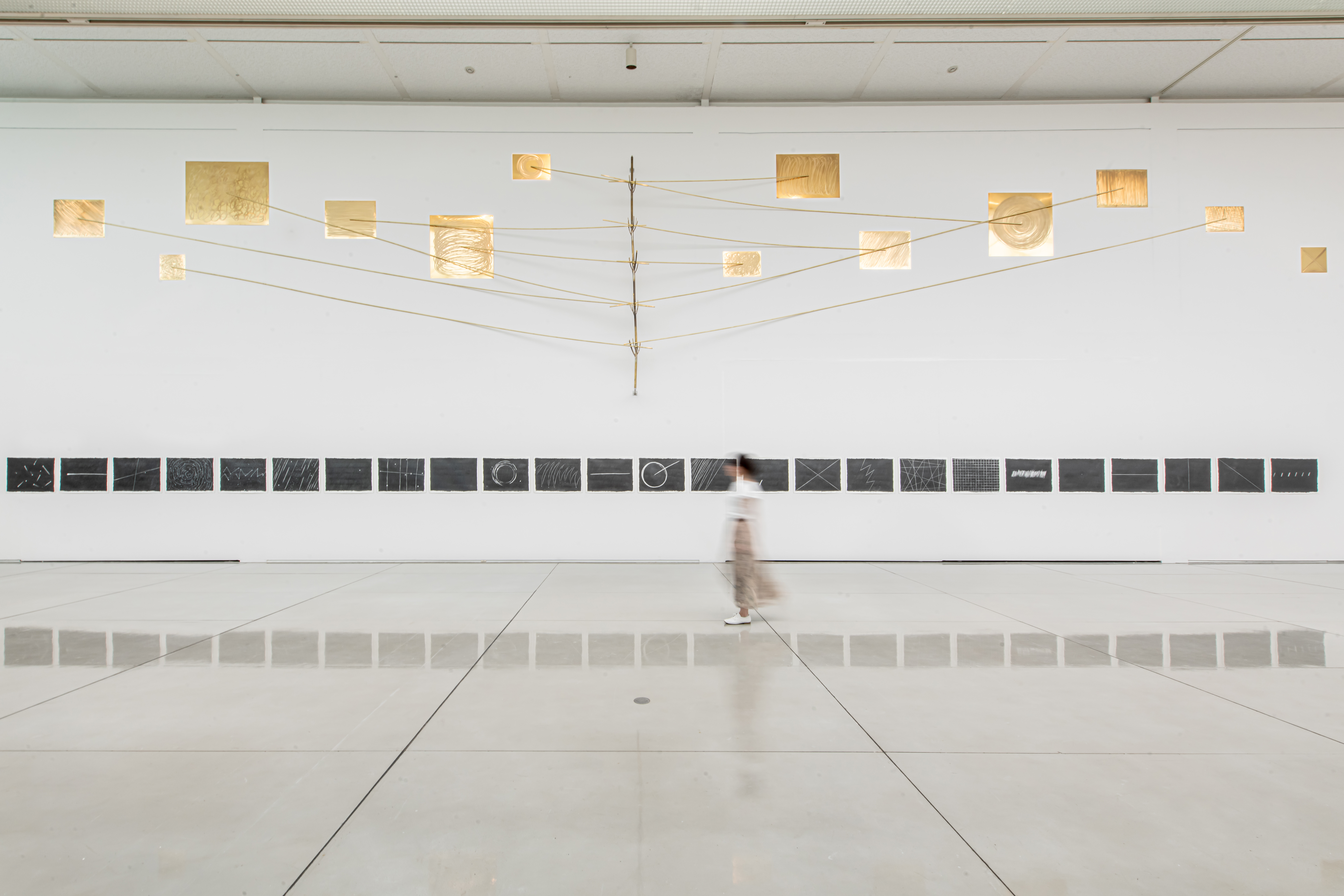
With a Branch – Touching the Energy (2022) Kirishima Open Air Museum, Japan
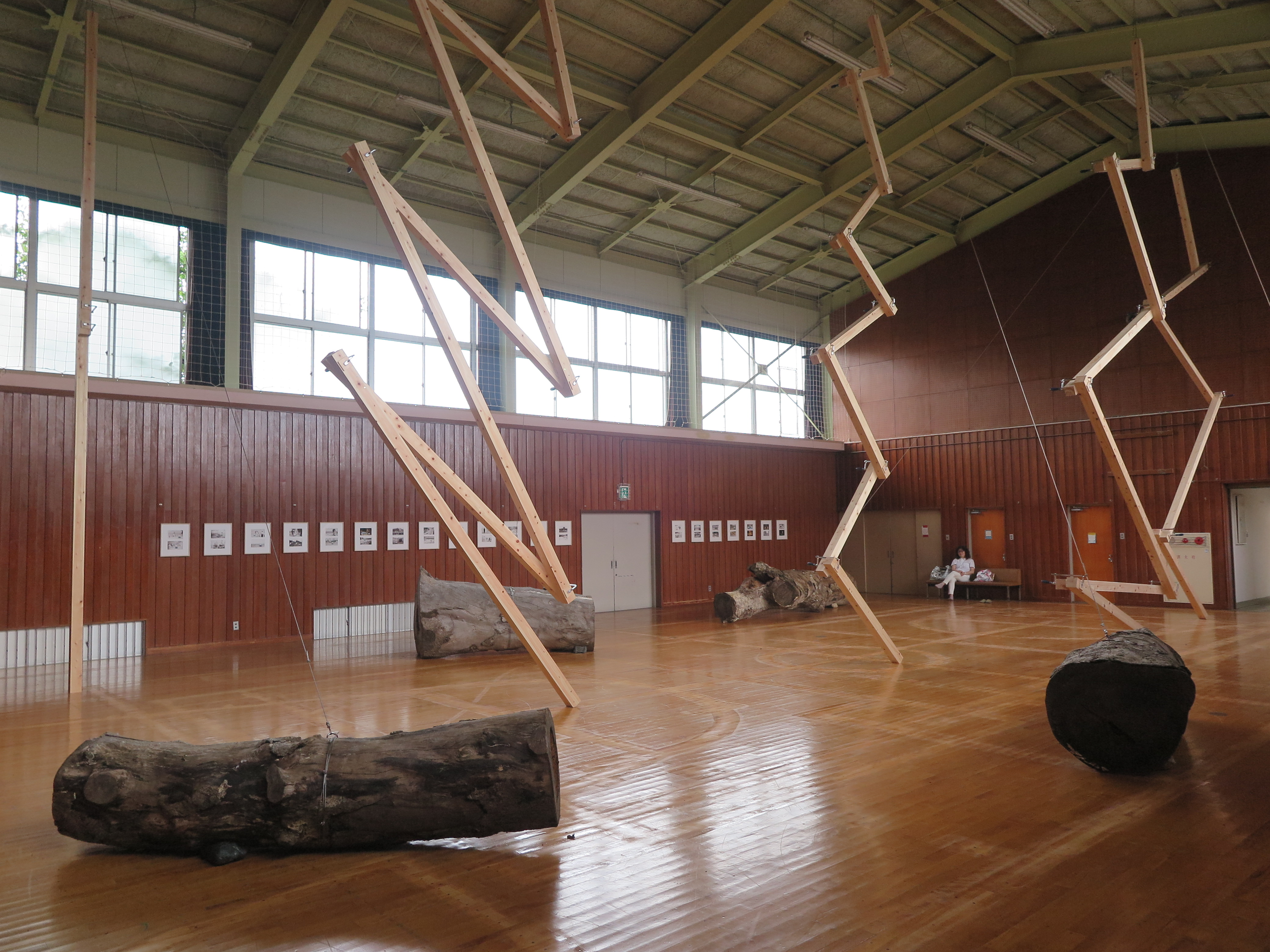
Invisible Energy - Between Heaven and Earth and Sea (2023) Oku-Noto Triennale, Japan

## Ausstellungen (Auswahl)
- 1969 – 1975 Wechselnde Ausstellungen in der Gallery 16, Kyoto, Japan
- 1974 Fotografien und Filme, Gallery Cheap Thrills, Helsinki, Finnland
- 1974 Shinanobashi Gallery, Osaka, Japan
- 1976 – 1977  Fotografien und Filme, Moderna Museet Stockholm, Schweden
- 1977 Ausschnitte 1, Kunsthalle Düsseldorf, Deutschland
- 1977 Plastik und Foto, Museum Wiesbaden, Deutschland
- 1979 Skulptur und Foto, Heidelberger Kunstverein, Heidelberg Deutschland
- 1980 Städtische Galerie im Lenbachhaus, München / Kunstform, München, Deutschland
- 1980 Cultuurhuis de Warande, Turnhout, Belgien
- 1980 Internationales Kulturzentrum, Antwerpen, Belgien
- 1980 – 1981 Installation Axis-Latitude-Longitude, Project Studios 1 (PS 1), New York, USA
- 1981 Installation und Foto, Osaka Prefectural Contemporary Art Center, Japan
- 1981 Installation und Zeichnungen, Galerie Baudoin Lebon, Paris, Frankreich
- 1984 INAX Gallery, Tokio, Japan
- 1984 Installation Structures-Cloth-Branch, Centrum Beeldende Kunst Rotterdam, Niederlande
- 1985 Projekt – Installation und Zeichnungen, Galerie Lörl, Mönchengladbach, Deutschland
- 1986 Installation, Galerie Baudoin Lebon, Paris, Frankreich
- 1988 Shinanobashi Gallery, Osaka, Japan
- 1989 Skulpturen und Zeichnungen, Galerie Kiki Maier-Hahn, Düsseldorf, Deutschland
- 1989 Skulpturen und Zeichnungen, Galerie Lörl, Mönchengladbach, Deutschland
- 1989 Gele Zaal, Gent, Belgien
- 1990 Skulpturen, Wassermann Galerie, München, Deutschland
- 1991 Installation Breakaway Time / Space, Seibu Art Forum, Tokyo, Japan
- 1991 Dortmunder Kunstverein, Dortmund, Deutschland
- 1991 – 1992 Galerie Baudoin Lebon, Paris, Frankreich
- 1992 Gallery Kuranuki, Osaka, Japan
- 1992 Ursula Blickle-Stiftung, Kraichtal, Deutschland
- 1993 Skulpturen und Zeichnungen, Galerie Löhrl, Mönchengladbach, Deutschland
- 1993 Gallery Kasahara, Osaka, Japan
- 1994 Gallery Kuranuki, Osaka, Japan
- 1994 It’s possible – Skulpturen und Zeichnungen, Stadtmuseum Siegburg, Deutschland
- 1995 Unsichtbare Struktur, Galerie Beatrice Wassermann, München, Deutschland
- 1996 Hillside Gallery, Tokyo, Japan
- 1997 Behind the Perception, Edwin-Scharff-Haus, Neu-Ulm, Deutschland
- 1997 Behind the Perception, Otani Memorial Art Museum, Nishinomiya City, Japan
- 1999 – 2000 KCAL-Kansai Contemporary Art Laboratory, Amagasaki, Japan
- 2001 Galerie Baudoin Lebon, Paris, Frankreich
- 2003 Axis Longitude – Latitude, Wassermann Galerie, München, Deutschland
- 2003 Eyes under physical consideration, photographs, video and films, 1972-2003, Kitakyushu Municipal Museum of Art, Fukuoka,    Japan
- 2003 – 2004 Inclination of the Earth’s Axis, Aomori Contemporary Art Center, Aomori, Japan
- 2004 Falling Water, Galerie Baudoin Lebon, Paris, Frankreich
- 2005 Axis Latitude – Longitude, Kunstlerverein Marlkasen, Düsseldorf, Deutschland
- 2006 The Garden of Time, Otani Memorial Art Museum, Nishinomiya City, Japan
- 2008 Yearning for what is Floating, Galerie Baudoin Lebon, Paris, Frankreich
- 2009 Yearning for what is Floating, Le Cafe Francais Art Gallery, Brüssel
- 2010 Gallery Yamaki fine art, Kobe, Japan
- 2011 Yumiko Chiba Associates viewing room shinjuku, Tokyo, Japan
- 2011 Keumsan Gallery, Seoul, Korea
- 2011 – 2012 Galerie Baudoin Lebon (mit Vladimir Skoda), Paris, Frankreich
- 2014 Frieze Masters: Spotlight, Regents Park, London, England
- 2016 Invisible Force and Seeing, Jacobihaus, Künstlerverein Malkasten, Düsseldorf, Deutschland
- 2016 Invisible Force and Seeing, Simon Lee Gallery, London, England
- 2016 Seeing / Measureing / …, Galerie Baudoin Lebon, Paris, Frankreich
- 2018 Invisible Force and Seeing, Galerie Löhrl, Mönchengladbach, Deutschland
- 2019 Keiji Uematsu: Invisible Force and Seeing, Simon Lee Gallery, New York, USA
- 2021 Keiji Uematsu: Ways of Touching the Invisible – Intuition, Ashiya City Museum of Art and History, Ashiya, Japan
- 2022 Keiji Uematsu: An Invitation to a Nonsensical Journey: Dreams of Seeing, Kirishima Open-air Museum, Kagoshima, Japan

## Preise und Auszeichnungen
- 2013 The 38th Nakahara Teijiro Prize
- 2010 The Kobe city Cultural Prize
- 1999 The 6th Asago 2001 Outdoor Sculpture in Tataragi ’99, Grand Prize
- 1998 The 22nd Iue Culture Prize
- 1997 Ube-Industry .Ltd, Prize Museum of Modern Art, Hyogo, Prize
- 1997 The 17th Exhibition of Contemporary Japanese Sculpture
- 1997 The 28th Nakahara Teijiro Excellent Prize
- 1996 The 23rd Open Air Sculpture of Nagano City, Prize
- 1995 Ube-Industry.Ltd, Prize
- 1995 The 16th Exhibition of Contemporary Japanese Sculpture
- 1993 Ube-Industry.Ltd, Prize Museum of Modern Art, Kanagawa Prize
- 1993 The 15th Exhibition of Contemporary Japanese Sculpture
- 1990 The 12th Contemporary Sculpture Exhibition, Grand Prize
- 1974 The Kobe City Cultural Encouragement Prize
- 1973 The 8th Japan Art Festival Excellent Prize

## Öffentliche Sammlungen

### Deutschland
- Wilhelm-Hack-Museum, Ludwigshafen
- Museum für Kunst und Gewerbe, Hamburg
- Kunsthalle Bremen
- Städtische Galerie Lenbachhaus, München
- Museum Wiesbaden
- Mercedes-Benz Art Collection, Potsdamer Platz, Berlin[anm 1]
- Ursula Blickle Stiftung, Kraichtal
- Art Kite Museum, Detmold
- Amtsgericht Lünen
- Flughafen München Besucherpark
- Skulpturenpark am Schloss Broich, Mülheim an der Ruhr
- Gartenschaupark, Hockenheim[anm 2]

### Frankreich
- Cartier Foundation for Contemporary Art, Paris
- Musée des Arts Décoratifs (MAD), Paris
- Musée Réattu, Arles
- Maison Elsa Triolet Aragon, St-Arnould en Yvelines
- La Chapelle Art Contemporain, Clairfontaine
- Pinault Collection, Paris
- Collection Philippe Austury, Parc de Sculptures Peyrassol, Commanderie de Peyrassol

### Schweden
- Moderna Museet, Stockholm

### Niederlande
- Museum Voorlinden, Wassenaar

### USA
- Bulgari Collection, New York, USA / Rom, Italien
- Museum of Modern Art, New York
- Museum of Fine Arts, Houston, Texas

### Japan
- Aichi Prefectural Library, Nagoya
- Aomori Contemporary Art Centre, Aomori
- Asago Art Village, Hyogo
- Asahikawa Museum of Sculpture, Asahikawa
- Faret Tachikawa, Tokyo
- The Hakone Open-Air Museum, Kanagawa
- Hatano City, Kanagawa
- Herbis, Osaka
- Hokkaido Ryoikuen, Asahikawa
- Hyogo Prefectural Museum of Art
- Ikegami Hall, Ota, Tokyo
- City of Kobe (Kobe General Children’s Center), Hyogo
- Kirishima Open-Air Museum, Kurino, Kagoshima
- Kitakyushu Municipal Museum of Art, Kitakyushu
- Kobe University, Kobe
- Kobe City (Kobe Harborland), Hyogo
- Kurashiki City Art Museum, Okayama
- Kwansei Gakuin University, Nishinomiya, Hyogo
- Kyoto Municipal Museum of Art, Kyoto
- The Museum of Modern Art, Kamakura & Hayama
- Museum of Modern Art Shiga, Shiga
- Nagano City
- The National Museum of Art, Osaka
- Otani Memorial Art Museum, Nishinomiya City
- Planning and Promotion Department Secretariat of Tokamachi Region wide-area, Municipal Cooperation, Miigata
- Setagaya Art Museum, Tokyo
- Setoda-cho, Hiroshima
- Setsu City, Osaka
- St. Andrew’s University, Izumi, Osaka
- City of Tokai, Aichi
- The Tokushima Modern Art Museum, Tokushima
- Ube Outdoor Sculpture Museum, Yamaguchi
- Yukanboshi River Sculpture Park, Eniwa, Hokkaido

## Ausstellungskataloge und Bücher

### Ausstellungskataloge
- 1974: Japan, Tradition und Gegenwart, Städtische Kunsthalle Düsseldorf, Deutschland
- 1976: Keiji Uematsu – Skulptur Foto Video Film, Moderna Museet / Stockholm, ISBN 91-7100-112-3
- 1977: Keiji Uematsu – Situation – Interval, New Reform
- 1977: Keiji Uematsu – Ausschnitte 1, Städtische Kunsthalle Düsseldorf, Deutschland
- 1977: Keiji Uematsu – Plastik und Foto, Städtisches Museum Wiesbaden
- 1977: Malerei und Photographie im Dialog, Kunsthaus Zürich Schweiz
- 1979: Keiji Uematsu – Skulptur Foto, Heidelberger Kunstverein
- 1980: Keiji Uematsu – Städtische Galerie im Lenbachhaus München
- 1980: Keiji Uematsu – Internationaal Cultureel Centrum
- 1982: Keiji Uematsu – Sales Romanes du Cloitre Saint-Trophime
- 1984: Keiji Uematsu – Structures-Cloth / Branch, Centrum Beeldende Kunst / Rotterdam
- 1989: Keiji Uematsu – Skulpturen und Zeichnungen, Galerie Löhrl
- 1989: Keiji Uematsu – Skulpturen und Zeichnungen, Galerie Löhrl
- 1989: Project: Keiji Uematsu – Kunstraum Neuss
- 1992: Keiji Uematsu – Ursula Blickle Stiftung
- 1993: Keiji Uematsu – Skulpturen und Zeichnungen, Galerie Löhrl
- 1994: Keiji Uematsu – It’s Possible, Skulpturen und Zeichnungen, Stadtmuseum Siegburg
- 2009: Keiji Uematsu – Yearning for What is Floating, Le Cafe Francais Art Gallery / Brüssel
- 2021: Keiji Uematsu – Ways of Touching the Invisible –  Intuition. Kunst- und Geschichtsmuseum der Stadt Ashiya.

### Bücher (Auswahl)
- 1984: Heinz Spielmann – dumont foto V. Die japanische Photographie. Geschichte, Themen, Strukturen; DuMont Reiseverlag, Ostfildern; ISBN 978-3-7701-1323-1
- 1991: Janet Koplos – Contemporary Japanese Sculpture (Abbeville Modern Art Movements); Abbeville Press Inc.,U.S.; ISBN 978-1-55859-012-0
- 1991: Helga Meister –  Fotografie in Düsseldorf; Schwann im Patmos Verlag; ISBN 978-3-491-34227-9
- 1999: Fondation Cartier –  La Collection de la Fondation Cartier pour l'art contemporain; Actes Sud, 1999; ISBN 978-2-7427-1577-0
- 2004: Dortmunder Kunstverein – 20 Jahre Dortmunder Kunstverein; Rasch – Druckerei und Verlag; ISBN 978-3-89946-039-1
- 2008: Moderna Museet Steidl – The History Book on Moderna Museet 1958-2008, Moderna Museet Steidl, Sweeden and Germany; Steidl / Swedish Books / Moderna Museet; ISBN 978-3-86521-642-7
- 2015: Quentin Bajac – Photography at MoMA: 1960 to Now; The Museum of Modern Art, New York; ISBN 978-0-87070-969-2